# Champ de neige

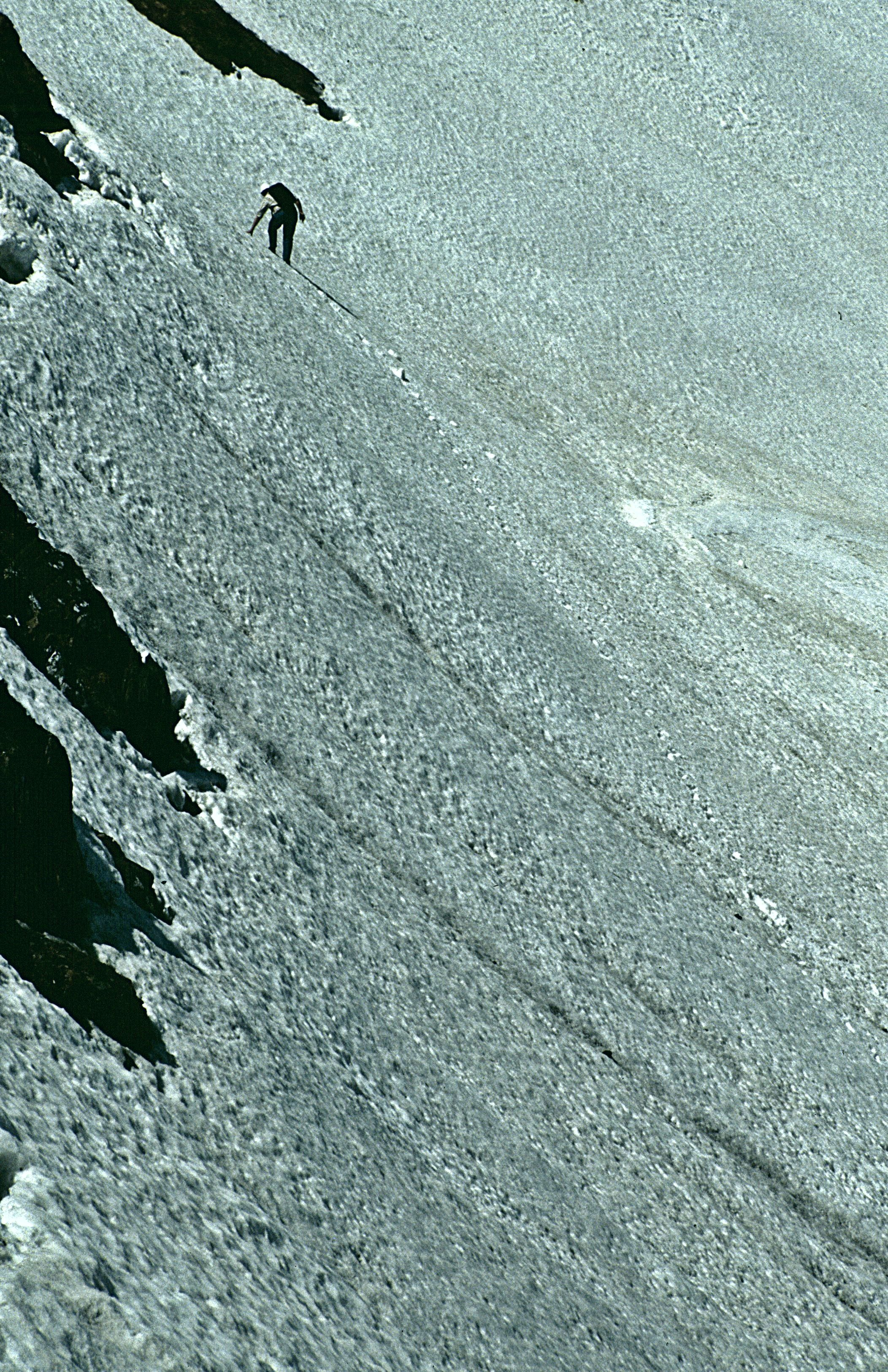
Champ de neige près du col du Nufenen (Alpes suisses).

Un champ de neige est une zone, généralement située à haute altitude ou aux latitudes polaires, où la neige s'accumule et reste au sol pendant toute l'année.
Ce terme ne se confond pas avec celui de névé, qui désigne dans la langue courante une étendue de neige persistant longtemps après les dernières chutes de neige mais pas nécessairement jusqu'à la fin de l'été, et en glaciologie la zone d'accumulation en amont d'un glacier, où la neige accumulée se transforme en glace en profondeur (sous l'effet de la pression),.

Champ de neige devant le (au centre) et l'Aoraki/mont Cook (arrière-plan à droite) sur l'île du Sud en Nouvelle-Zélande.